# Frankfurtoperan

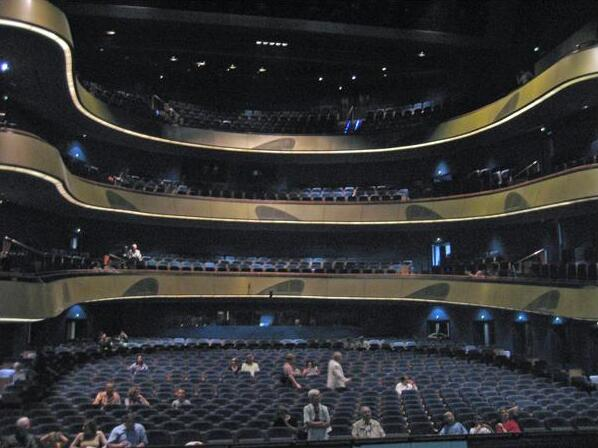
Operans insida

Frankfurtoperan eller på tyska Opern- und Schauspielhaus Frankfurt (Med den direkta översättningen Opera och skådespelshuset Frankfurt) är en Opera i Frankfurt am Main i Tyskland.
Frankfurtoperan har 1995, 1996 och 2003 blivit årets operahus. Generalmusikdirektörer har genom åren varit Georg Solti (1952–1961), Christoph von Dohnányi (1968–1977), Michael Gielen (1977–1987), Sylvain Cambreling (1993–1996), Paolo Carignani (1999–2008). Sedan 2008/2009 övertogs den konstnärliga ledningen av Sebastian Weigle. Sedan 2002 heter intendenten Bernd Loebe. 2005/2006 hade operahuset tolv premiärer, ett mycket högt antal.
Frankfurter Museumsorchester, ledd av Sebastian Weigle (GMD), är den vanliga orkestern som spelar i huset.

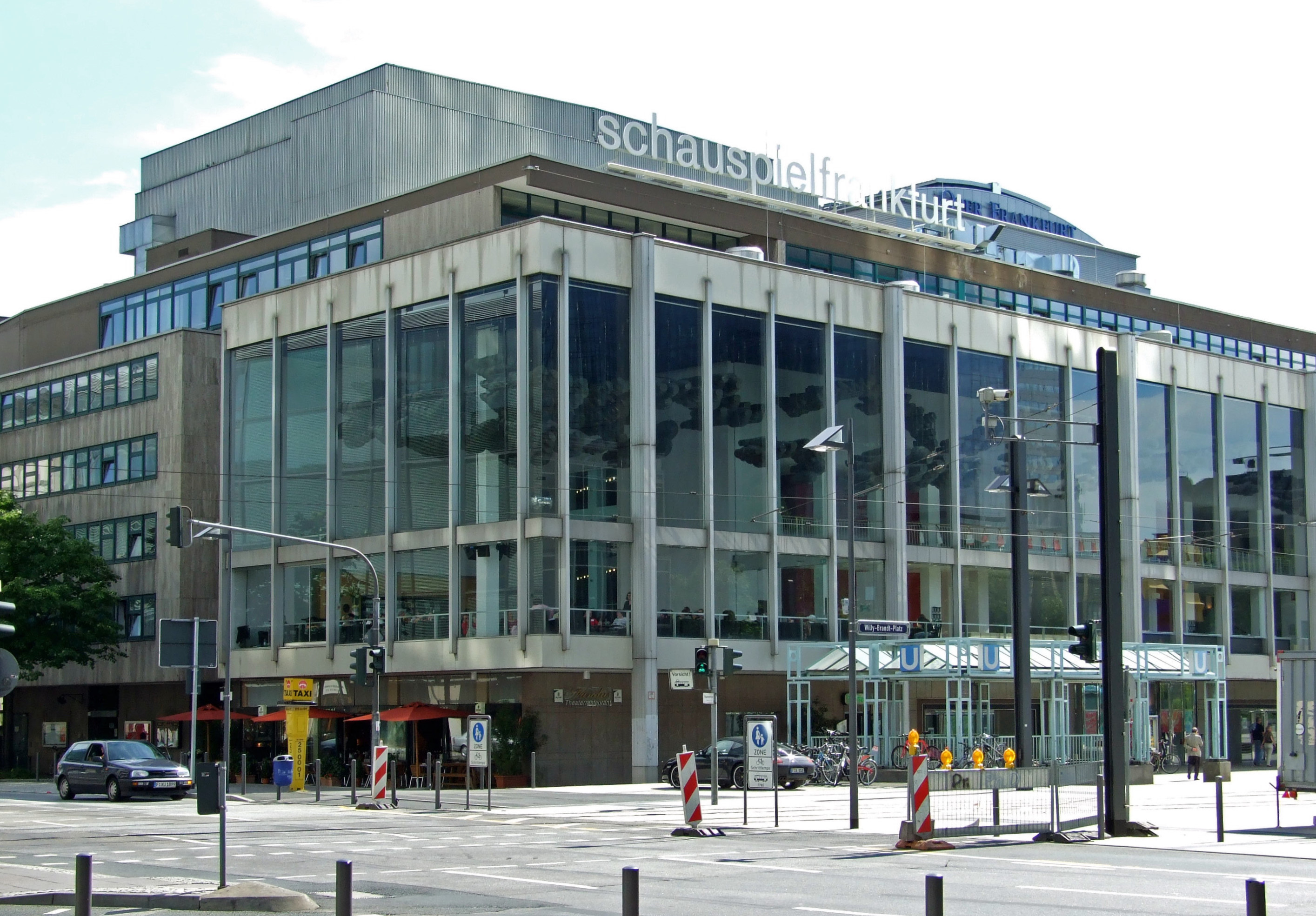
Fasad

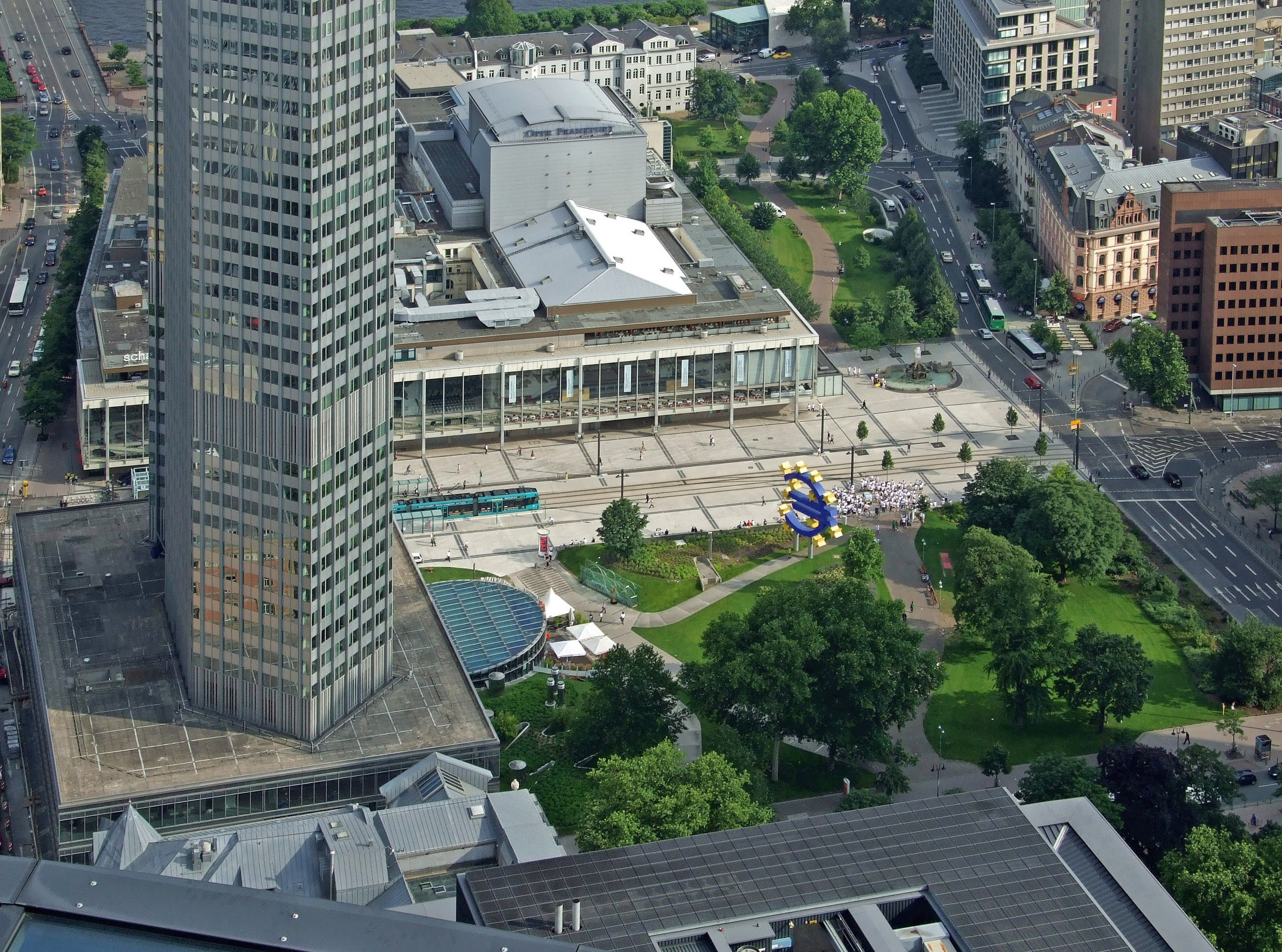
Helikopterbild

## Verksamhet
Frankfurtoperan har olika typer av scenverksamhet, främst opera. Man har exempelvis opera för barn och skolungdomar. 

## Plats
Byggnaden ligger vid Willy Brandt-Platz, i Frankfurt am Mains västra innerstad. Där ligger även Europeiska centralbanken.

## Byggnaden
Großes Haus der Städtischen Bühnen byggdes 1951. Glas, stål och betong med mycket ljusinsläpp präglar byggnadens fasad. 1987 brann byggnaden och brandskadades så svårt att verksamheten var tvunget att upphöra under 1½ år.